# Кузьма, Марта
Марта Кузьма (англ. Marta Kuzma; родилась 21 июня 1964 года) — американский искусствовед и куратор украинского происхождения, ректор Королевского института искусств в Стокгольме. В феврале 2016 года было объявлено, что она станет деканом Йельской школы искусств.

## Биография
Марта Кузьма родилась 21 июня 1964 года в Пассейике (штат Нью-Джерси) в семье из Украины. Её мать родилась в Западной Украине, выросла в Инсбруке и после войны переехала в США. Марта выросла в нью-йоркском пригороде Морристаун. В 1986 году окончила Барнард-колледж Колумбийского университета в Нью-Йорке со степенью бакалавра по истории искусства и политэкономии. Работала в таких некоммерческих организациях, как Азиатское общество, Американская федерация искусств и Международный центр фотографии в Нью-Йорке. В последнем отвечала за программу международных выставок.
В декабре 1992 года приехала в Киев, где летом 1994 стала первым директором открытого Центра современного искусства Сороса. Среди знаковых проектов — арт-проект «Алхимическая капитуляция» на борту флагмана ВМФ Украины «Славутич» в Севастополе. В 1997 году Центр Сороса возглавил Ежи Онух, а Марта стала руководителем галерейной программы. В 1999—2001 годах была арт-директором организации по поддержке местных художников Washington Project for the Arts в Вашингтоне. В 2002 году окончила Мидлсекский университет в Лондоне со степенью магистра по эстетике и теории искусства. В 2004 году вместе с Массимилиано Джиони была куратором биеннале «Манифеста 5» в Доностия-Сан-Себастьяне.
В 2005—2013 годах возглавляла норвежский фонд Office for Contemporary Art Norway в Осло. Отвечала за Скандинавский павильон на Венецианской биеннале 2009 года и вела переговоры между Данией и Норвегией, в результате которых на биеннале была представлена выставка Элмгрина и Драгсета от двух павильонов. С 2009 года — приглашённый профессор в Институте архитектуры в Венеции. Была куратором выставки Норвегии на Венецианской биеннале 2011 года вместе с Пабло Лафуэнте и Питером Осборном, выставки «documenta 13» в Касселе в 2012 году под руководством Каролин Христов-Бакарджиев и выставки Норвегии на Венецианской биеннале 2013 года.
В июле 2014 года была назначена ректором Королевского института искусств в Стокгольме. В феврале 2016 года было объявлено, что она станет деканом Йельской школы искусств.